# Sunshower (álbum de Taeko Ohnuki)
Sunshower (estilizado en mayúsculas) es el segundo álbum de estudio de Taeko Ohnuki, publicado el 25 de julio de 1977. El álbum combina elementos de J-pop, smooth jazz, rock y city pop. Un fracaso comercial en el momento de su lanzamiento, el álbum más tarde obtuvo elogios de la crítica.

## Música
El sitio web Sputnikmusic señaló que el álbum se beneficia de dos cosas: “tiene la contagiosidad pegadiza de tu vieja canción pop regular al unísono con armonías relajantes y una banda humeante que establece ritmos destinados a abrirse camino en tu cabeza, y tiene la capacidad de experimentar con la forma del arte pop y podría darse el lujo de correr riesgos con cortes profundos como el delicado ambiente de «Sargasso Sea» y la fusión de música clásica y  funk de «Furiko no Yagi» para respaldarlo”.

## Diseño de portada
Con respecto a la portada basada en blanco, el académico de estudios japoneses Laurence Green de la Escuela de Estudios Orientales y Africanos describió que hay algo en la portada que presenta una confianza tranquila y cómoda, descansando en un minimalismo elegante y claramente japonés de blanco y su estilo sin adornos tiene una perspectiva absolutamente modernista y, sin embargo, de alguna manera también vanguardista, primitiva en su simplicidad.

## Lista de canciones
Todas las canciones escritas y compuestas por Taeko Ohnuki, excepto donde esta anotado.
Lado uno
1. «Summer Connection» – 4:31
2. «くすりをたくさん» – 4:09
3. «何もいらない» – 4:03
4. «都会» – 5:10
5. «からっぽの椅子» – 5:34

Lado dos
1. «Law Of Nature» – 3:49
2. «誰のために» – 5:31
3. «Silent Screamer» – 3:36
4. «Sargasso Sea» – 2:50
5. «振子の山羊» (música: Ryūichi Sakamoto) – 5:43

## Créditos
Créditos adaptados desde las notas de álbum.
Músicos
- Ryuichi Sakamoto – teclado (1–10)
- Yuh Imai – teclado (1, 5)
- Kazumi Watanabe – guitarra (3, 6)
- Kenji Ohmura – guitarra (1–2, 4, 10)
- Tsunehide Matsuki – guitarra (1, 3, 5, 6, 8, 10)
- Kohichi Hara – guitarra (7)
- Haruomi Hosono – guitarra bajo (2, 4, 7)
- Tsugutoshi Goto – guitarra bajo (1, 3, 5, 6, 8, 10)
- Chiristopher Parker – batería (1–8, 10), pandereta (3)
- Nov Saitoh – percusión (1–3, 5–8, 10)
- Shigeharu Mukai – trombón (8)
- Yasuaki “Sec” Shimizu – saxofón (4, 5)
- Tatsurō Yamashita – coros (1–2, 4)
- Taeko Ohnuki – coros (1–2, 4)

Personal técnico
- Seiji Kuniyoshi – productor
- Akira Ikuta – productor
- Taeko Ohnuki – coproductor
- Ryuichi Sakamoto – director musical, arreglos
- Shinich Tanaka – ingeniero de audio
- Hiroko Horigami, Masako Hikasa – asistentes
- Kazuhiro Sato – director artístico
- Tohru Ohnuki – fotografía